# إيميل هنريوت
إيميل هنريوت (بالفرنسية: Émile Henriot)‏ (ولد 2 يوليو 1885 وتوفي في 1 فبراير 1961 في بلجيكا) كيميائي فرنسي معروف عن إثباته وجود نشاط إشعاعي للبوتاسيوم والروبيديوم في حالتهما الطبيعية.
في عام 1912، حصل على الدكتوراه في الفيزياء في جامعة السوربون تحت رئاسة ماري كوري. وقام بأبحاث و أساليب لتوليد سرعات زاوية عالية للغاية ، ووجد أنه إذا متمركزة بشكل صحيح، الطائرات الهوائية ممكن أن تصل سرعات عالية جدا. تم استخدام هذه التقنية في وقت لاحق لبناء نابذة فائقة السرعة.
كان إيميل هنريوت رائد في دراسة المجهر الإلكتروني. درس أيضا انكسار الانكسار المزدوج والاهتزازات الجزيئية. عُين مراسلا ل الأكاديمية الفرنسية للعلوم في 24 مارس ، 1947 في قسم الفيزياء العامة كما شارك إيميل هنريوت في مؤتمر سولفاي الخامس للفيزياء سنة 1927
| المشاركون في مؤتمر سولفاي الخامس للفيزياء سنة 1927 انقر على وجه كل عالم للمزيد |
| الصف الخلفي (من اليسار إلى اليمين): أوغوست بيكارد، إيميل هنريوت، بول إهرنفست، إدوارد هرتزن، تيوفيل دو دوندر، إروين شرودنغر، يولس-إيميل فيرشافت، فولفغانغ باولي، فيرنر هايزنبيرغ، رالف فاولر، ليون برويون. |
| الصف في الوسط (من اليسار إلى اليمين):بيتر ديباي، مارتن كنودسن، وليم لورنس براغ، هندريك أنتوني كرامرز، بول ديراك، آرثر كومبتون، لويس دي بروي، ماكس بورن، نيلز بور.                                         |
| الصف الأمامي (من اليسار إلى اليمين):إرفينغ لانغموير، ماكس بلانك، ماري كوري، هندريك أنتون لورنتس، ألبرت أينشتاين، بول لانجفان، تشارلز أوجين غاي، تشارلز ويلسون، أوين ريتشاردسون.                           |